# العهد الدولي الخاص بالحقوق المدنية والسياسية
العهد الدولي الخاص بالحقوق المدنية والسياسية هي معاهدةٌ متعَدّدة الأطراف اعتمدتها الجمعيّة العامّة للأمم المتّحدة في القرار 2200 أَلِفْ المؤرَّخِ 16 كانون الثاني/ديسمبر1966، والذي دخَل حيّزَ النّفاذِ في 23 آذار/مارس 1976 وفقاً للمادة 49 من العهدِ، والتي سَمحت للمعاهدة دخولَ حيِّزَ النّفاذِ بعدَ ثلاثةِ أشهرٍ مِن تاريخِ إيداعِ صكِّ التّصديقِ أو الإنضمامِ رقْمُ 35. وتُلْزِمُ المعاهدةُ أطرافها على احترامِ الحقوق المدنيَّةِ والسّياسيَّةِ للأفرادِ، ويُشْمَلُ في ذلك حقّ الحياة، حريّةُ الدّين والمُعْتقد، حريّةُ التّعبيرِعن الرأي، حريّةُ التّجمُّعِ، والحقوق الإنتخابيَّةُ، والحقّ في المحاكَمَةِ العادلةِ. صدَّقَت 168 دولةً على المعاهدَةِ اعتبارًا من أبريل 2014 ووقَّعَت عليها 74 دولةً من غيرِ تصديق.
يُعتَبَرُ العهْدُ جزءًا من الشّرعة الدّوليّة لحقوقِ الإنسانِ إلى جانب العهد الدوليّ الخاص بالحقوقِ الإقتصاديّةِ والإجتماعيَّةِ والثّقافيَّةِ والإعلانُ العالميُّ لحقوقِ الإنسانِ.
ترصُدُ لجنة الأمم المتّحدة لحقوقِ الإنسانِ (هيئةٌ مستقلّةٌ لمجلس حقوقِ الإنسان التّابعِ لأمم المتّحدة) العهْدَ، وتستَعْرِضُ التّقارير المُنْتظمةَ من الدّول الأطراف حولَ كيفيّة تنفيذِ الحقوقِ، حيثُ يجبُ على كلّ دولةٍ تقديمُ تقريرٍ اوليٍّ بعد عامٍ واحدٍ من الإنضمامِ للمعاهدةِ ثُمَّ كلَّما طلبت اللجنةُ ذلك (يتمُّ هذا الطّلب غالباً كلّ 4 سنواتٍ). وعادةً ما تجتمع اللجنة في جنيف وتعْقِدُ في العادَةِ 3 جلساتٍ سنوياً.

## الأصل
العهد الدولي له جذوره في نفس العملية التي أدت إلى الإعلان العالمي لحقوق الإنسان. اقترح «إعلان الحقوق الأساسية للرجال» في مؤتمر سان فرانسيسكو عام 1945 التي أدت إلى تأسيس الأمم المتحدة وأعطيت للمجلس الاقتصادي والاجتماعي مهمة صياغة ذلك. في وقت مبكر في العملية تم تقسيم الوثيقة إلى إعلان يحدد المبادئ العامة لحقوق الإنسان واتفاقية أو ميثاق تحتوي على تعهدات ملزمة. تطورت إلى الإعلان العالمي واعتمد في 10 ديسمبر 1948.
إن الدول الأطراف في هذا العهد بما فيها تلك التي تقع على عاتقها مسئولية إدارة الأقاليم المشمولة بالوصاية يجب أن تعمل على تحقيق حق تقرير المصير وأن تحترم هذا الحق وفقا للأحكام غير ذاتية الحكم ميثاق الأمم المتحدة.
الصياغة مستمرة للاتفاقية ولكن لا تزال هناك خلافات كبيرة بين أعضاء الأمم المتحدة على الأهمية النسبية للمدنية والسياسية سلبي مقابل الحقوق الاقتصادية الإيجابية والاجتماعية والثقافية. هذه تسببت في نهاية المطاف بالاتفاقية إلى أن تقسم إلى قسمين منفصلين «واحد لاحتواء الحقوق المدنية والسياسية والآخر لاحتواء الحقوق الاقتصادية والاجتماعية والثقافية». كان العهدين يحتويان على العديد من أحكام مماثلة ممكنة وسيتم فتح باب التوقيع في وقت واحد. سيتضمن أيضا كل المواد بشأن حق جميع الشعوب في تقرير المصير.
أصبحت أول وثيقة عهد دولي خاص بالحقوق الاقتصادية والاجتماعية والثقافية والثاني الملحق بالعهد الدولي الخاص بالحقوق المدنية والسياسية. عرضت مسودات إلى الجمعية العامة للأمم المتحدة للمناقشة في عام 1954 واعتمدت في عام 1966. نتيجة لمفاوضات دبلوماسية اعتمد العهد الدولي الخاص بالحقوق الاقتصادية والاجتماعية والثقافية قبل العهد الدولي الخاص بالحقوق المدنية والسياسية قريبا.

## الملخص
العهد يتبع هيكل الإعلان العالمي والعهد الدولي الخاص بالحقوق مع ديباجة وثلاثة وخمسين مادة وتنقسم إلى ستة أجزاء.
يعترف الجزء 1 (المادة 1) في حق جميع الشعوب في تقرير المصير بما في ذلك الحق في «تحديد مركزها السياسي بحرية» ومتابعة الأهداف الاقتصادية والاجتماعية والثقافية وإدارة مواردها الخاصة. يعترف بالحق السلبي للشعب في ألا يحرم من وسائل عيشه وتفرض التزاما على تلك الأطراف التي لا تزال مسؤولة عن الحكم غير ذاتية الحكم والمستعمرات لتشجيع واحترام حقهم في تقرير المصير.
الجزء 2 (المواد 2-5) تلزم الأطراف للتشريع عند الضرورة لإنفاذ الحقوق المعترف بها في هذا العهد وتوفير وسيلة انتصاف قانوني فعال عن أي انتهاك لتلك الحقوق كما أنه يتطلب الاعتراف بالحقوق «دون تمييز من أي نوع كالتمييز بسبب العنصر أو اللون أو الجنس أو اللغة أو الدين أو الرأي سياسيا أو غير سياسي أو الأصل القومي أو الاجتماعي أو الثروة أو الميلاد أو أي وضع آخر» وضمان أنهم يتمتعون بالمساواة مع النساء. الحقوق لا يمكن إلا أن تكون محدودة «في حالات الطوارئ الاستثنائية التي تتهدد حياة الأمة» وحتى ذلك الحين لا يجوز مخالفة الحق في الحياة والحرية من التعذيب والرق والتحرر بأثر رجعي للقانون والحق في شخصيته وحرية الفكر والوجدان والدين.
الجزء 3 (المواد 6 - 27) يسرد الحقوق نفسها. وتشمل هذه الحقوق:
- السلامة الجسدية في شكل من الحق في الحياة والحرية من التعذيب والرق (المواد 6 و 7 و 8).
- الحرية والأمان الشخصي في شكل من أشكال الحرية من الاعتقال التعسفي والاعتقال والحق في المثول أمام القضاء (المواد 9-11).
- العدالة الإجرائية في القانون في شكل حقوق إجراءات التقاضي السليمة ومحاكمة عادلة ونزيهة وافتراض البراءة والاعتراف به كشخص أمام القانون (المواد 14 و 15 و 16).
- الحرية الفردية في شكل من أشكال حرية التنقل والفكر والوجدان والدين والتعبير وتكوين الجمعيات والتجمع وحقوق الأسرة والحق في الحصول على الجنسية والحق في الخصوصية (المواد 12 و 13 و 17 - 24).
- حظر أية دعاية للحرب وكذلك أية دعوة إلى الكراهية القومية أو الدينية التي تشكل تحريضا على التمييز أو العداوة أو العنف بموجب القانون (المادة 20).
- المشاركة السياسية بما في ذلك الحق في الحصول على حق التصويت (المادة 25).
- عدم التمييز وحقوق الأقليات والمساواة أمام القانون (المواد 26 و 27).

تشمل العديد من هذه الحقوق الإجراءات المحددة التي يجب اتخاذها لتحقيقها.
الجزء 4 (المواد 28 - 45) يحكم بإنشاء وتشغيل لجنة حقوق الإنسان والإبلاغ ورصد العهد. كما يسمح للأطراف بالاعتراف باختصاص اللجنة لحل النزاعات بين الأطراف على تنفيذ العهد (المادتان 41 و 42).
الجزء 5 (المواد 46-47) يوضح أن العهد لا يجوز تفسيره على التدخل في عملية للأمم المتحدة أو «حق أصيل لجميع الشعوب في التمتع والانتفاع بالثروة بشكل كامل وبحرية ومواردها الطبيعية».
الجزء 6 (المواد 48-53) يحكم بالتصديق ودخول حيز النفاذ وتعديل العهد.

## الأحكام الأساسية

### حقوق السلامة الجسدية
تعترف المادة 6 من العهد في «حق أصيل في الحياة» للفرد ويتطلب ذلك أن تكون محمية من قبل القانون. هو «الحق الأعلى» الذي يمكن من خلاله عدم السماح بأي انتقاص ويجب أن يفسر على نطاق واسع. بالتالي فإنه يتطلب من الأطراف اتخاذ تدابير إيجابية للحد من وفيات الرضع وزيادة العمر المتوقع وكذلك النهي عن القتل التعسفي من قبل قوات الأمن.
في حين تنص المادة 6 عدم حظر عقوبة الإعدام فإنه يقيد تطبيقه على «معظم الجرائم الخطيرة» وينهى استخدامها على الأطفال والنساء الحوامل أو بطريقة مخالفة لاتفاقية منع و معاقبة جريمة الإبادة الجماعية. تفسر لجنة حقوق الإنسان في الأمم المتحدة المادة بالإيحاء بأن «الإلغاء أمر مرغوب فيه» وتعتبر أي تقدم نحو إلغاء عقوبة الإعدام تقدم في هذا الحق. البروتوكول الاختياري الثاني يلزم الموقعين عليه إلغاء عقوبة الإعدام داخل حدودها.
تحظر المادة 7 التعذيب والمعاملة القاسية أو اللاإنسانية أو المهينة. كما هو الحال مع المادة 6 فإنه لا يمكن الانتقاص منها تحت أي ظرف من الظروف. يتم تفسير المادة الآن لفرض التزامات مماثلة لتلك التي تتطلبها ضد اتفاقية الأمم المتحدة للتعذيب بما في ذلك حظر التعذيب غير العادل والتدابير الفعالة لمنع استخدامه وفرض حظر على الإعادة القسرية. ردا على تجارب النازيين على البشر خلال الحرب العالمية الثانية فإنه يتضمن هذه المادة صراحة حظر إجراء التجارب الطبية والعلمية دون موافقتهم.
تحظر المادة 8 الرق والعبودية القسري في جميع الحالات. وتحظر المادة أيضا العمل القسري مع استثناءات للعقوبة الجنائية والخدمة العسكرية والالتزامات المدنية.

### الحرية والأمان الشخصي
تعترف المادة 9 الحق في الحرية والأمان الشخصي. يحظر الاعتقال والاحتجاز التعسفي ويتطلب أي حرمان من الحرية أن يكون وفقا للقانون وتلزم الأطراف السماح للأشخاص المحرومين من حريتهم في تحدي سجنهم من خلال المحاكم. تنطبق هذه الأحكام ليس فقط لأولئك المسجونين كجزء من عملية جنائية ولكن أيضا لأولئك المعتقلين بسبب المرض العقلي وإدمان المخدرات أو لأغراض تعليمية أو الهجرة.
المواد 9.3 و 9.4 تفرض ضمانات إجرائية حول الاعتقال مما يتطلب أي شخص يتم توقيفه أن يتم إعلامه سريعا بالتهم الموجهة إليهم وعرضهم على وجه السرعة أمام قاض. يحد أيضا من استخدام الاحتجاز السابق للمحاكمة التي تتطلب إلى أن تفرض إلا في ظروف استثنائية ولمدة قصيرة من الزمن إن ممكن.
تقضي المادة 10 أي شخص محروم من حريته في أن يعامل بكرامة وإنسانية. هذا ينطبق ليس فقط على السجناء ولكن أيضا لأولئك المعتقلين لأغراض الهجرة أو الرعاية النفسية. الحق يكمل حظر المادة 7 على التعذيب والمعاملة القاسية أو اللاإنسانية أو المهينة. يفرض المقالة أيضا التزامات محددة حول العدالة الجنائية والتي تتطلب من السجناء في الحبس الاحتياطي فصلهم عن السجناء المدانين والأطفال فصلهم عن البالغين. تتطلب السجون إلى أن تركز على الإصلاح والتأهيل بدلا من العقاب.
تحظر المادة 11 استخدام السجن كعقوبة على خرق العقد.

### العدالة وحقوق المتهم الإجرائي
تقر المادة 14 في الحق في العدالة والمحاكمة العادلة. تنص المادة 14.1 على القواعد الأساسية: يجب أن يكون الجميع سواسية أمام المحاكم وأي جلسة يجب أن تتم في جلسة علنية أمام محكمة مختصة ومستقلة ونزيهة. الجلسات المغلقة يمكن قمعها لأسباب تتعلق بالخصوصية والعدالة أو الأمن القومي والأحكام إلا في حالات الطلاق أو حماية مصالح الأطفال. تنطبق هذه الالتزامات على جلسات الاستماع الجنائية والمدنية على حد سواء وإلى جميع المحاكم والهيئات القضائية.
بقية هذه المادة تفرض التزامات محددة ومفصلة حول عملية المحاكمات الجنائية من أجل حماية حقوق المتهم والحق في محاكمة عادلة. ذلك يحدد قرينة البراءة ويمنع الخطر المزدوج. يتطلب للمدانين بارتكاب جريمة أن يسمح لهم بالاستئناف أمام محكمة أعلى ويتطلب ضحايا إساءة تطبيق أحكام العدالة في الحصول على تعويض. المادة تأسس حق المحاكمة السريعة والحصول على محامي وضد تجريم الذات وللمتهم أن يكون حاضرا واستدعاء الشهود واستجوابهم.
تحظر المادة 15 المقاضاة بموجب القانون بأثر رجعي وفرض عقوبات جنائية بأثر رجعي وتتطلب فرض عقوبة أقل عندما تتغير الأحكام الجزائية بين الجريمة والإدانة. ولكن باستثناء جرم وفقا لمبادئ القانون العامة التي تعترف من قبل المجتمع الدولي.
تقضي المادة 16 الدول للاعتراف بالجميع كشخص أمام القانون.

### الحريات الفردية
المادة 12 تكفل حرية التنقل بما في ذلك حق الأشخاص في اختيار محل سكناهم وترك البلاد. تنطبق هذه الحقوق القانونية على الأجانب فضلا عن مواطني الدولة ويمكن أن يقتصر فقط عند الضرورة لحماية الأمن القومي أو النظام العام أو الصحة أو حقوق وحريات الآخرين. تعترف المقالة أيضا بحق الناس في دخول بلدهم. تفسر لجنة حقوق الإنسان هذا الحق على نطاق واسع بأنه لا ينطبق على المواطنين فقط ولكن أيضا على من تم نفيه أو تجريد جنسيته كما أنها تعتبره شبه مطلقة و«هناك عدد قليل إن وجد تعتبر فيه ظروف حرمانه من حق دخول بلده معقولة».
تحظر المادة 13 الطرد التعسفي للأجانب المقيمين وتتطلب مثل هذه القرارات أن تكون قابلة للاستعراض.
المادة 17 عن الحق في الخصوصية. هذا الحكم وتحديدا المادة 17 (1) يحمي نشاط الكبار الجنسي وبالتالي إبطال الحظر المفروض على السلوك المثلي ومع ذلك فإن صيغة الزواج في المادة 23 يستبعد حق استقراء الزواج من نفس الجنس من هذا الحكم. المادة 17 تحمي الشعب ضد الهجمات غير القانونية لشرفهم وسمعتهم. المادة 17 (2) يمنح حماية القانون ضد مثل هذه الهجمات.
المادة 18 عن حرية الدين.
المادة 19 عن حرية التعبير.
المادة 20 عن العقوبات ضد التحريض على الكراهية.
المادتين 21 و 22 عن حرية تكوين الجمعيات. هذه الأحكام تضمن الحق في حرية تكوين الجمعيات والحق في النقابات وأيضا تحديد منظمة العمل الدولية.
المادة 23 عن حق الزواج. إن صياغة هذا الحكم لا يتطلب ولا يحظر زواج المثليين.
المادة 24 عن الحماية الخاصة والحق في الحصول على اسم والحق في الجنسية لكل طفل.
المادة 27 عن حقوق الأقليات العرقية والدينية واللغوية في التمتع بثقافتهم الخاصة أو المجاهرة بدينهم واستخدام لغتهم الخاصة.

### الحقوق السياسية
تنص المادة 3 على مبدأ عدم التمييز التبعي. التبعي في الطريقة التي لا يمكن استخدامها بشكل مستقل ولا يمكن الاعتماد عليه فيما يتعلق بحق آخر يحميها العهد.
في المقابل تتضمن المادة 26 قاعدة ثورية من خلال توفير مبدأ المساواة بين الحكم الذاتي والتي لا تعتمد على حق آخر وفقا لمبدأ يجري انتهاكه. هذا له الأثر في توسيع نطاق مبدأ عدم التمييز خارج نطاق العهد.

## البروتوكولات الاختيارية
هناك نوعان من البروتوكولين الاختياريين للعهد. البروتوكول الاختياري الأول تضع آلية الشكاوى الفردية الذي يسمح للأفراد تقديم شكوى إلى لجنة حقوق الإنسان حول انتهاكات العهد. أدى ذلك إلى إنشاء أحكام معقدة في تفسير وتنفيذ العهد. اعتبارا من يوليو 2013 فإنه تم التصديق على البروتوكول الاختياري من قبل 114 طرف.
البروتوكول الاختياري الثاني يلغي عقوبة الإعدام ومع ذلك لم يكن مسموحا للبلدان إجراء حجز تتيح استخدام عقوبة الإعدام على أشد الجرائم خطورة ذات الطابع العسكري التي ارتكبت خلال الحرب. اعتبارا من يوليو 2013 تم التصديق على البروتوكول الاختياري الثاني من قبل 77 طرف.

## التحفظات
قدمت عدد من الأطراف بعض التحفظات والإعلانات التفسيرية لتطبيقها من العهد.
الأرجنتين ستطبق حقوق المحاكمة العادلة المكفولة في الدستور لمحاكمة المتهمين بانتهاك القانون العام للدولة.
تحتفظ استراليا بالحق في التنفيذ التدريجي لمعايير السجن من المادة 10 للتعويض عن إساءة تطبيق أحكام العدالة من خلال وسائل إدارية وليس من خلال المحاكم ويفسر حظر التحريض العنصري بأنها تخضع لحرية التعبير وتكوين الجمعيات والتجمع. يعلن أيضا أنه سوف يتم تنفيذه في كل مستوى من مستويات النظام الفيدرالي به.
تحتفظ النمسا بالحق في الاستمرار في نفي أعضاء مجلس النواب من هابسبورغ والحد من حقوق المتهم والحق في محاكمة عادلة لتلك الموجودة بالفعل في نظامها القانوني.
جزر البهاما بسبب مشاكل في التنفيذ فإنها تتحفظ بحقها في عدم التعويض عن إساءة تطبيق العدالة.
البحرين فسرت المواد 3 (أي تمييز الجنسي) و18 (حرية الدين) و23 (حقوق الأسرة) في إطار الشريعة الإسلامية.
تحتفظ بنغلاديش الحق في محاكمة الأشخاص غيابيا للهاربين من العدالة وتعلن أن القيود المفروضة على الموارد يعني أنه لا يمكن فصل بالضرورة السجون أو توفير محامي المتهمين.
تحتفظ بربادوس في الحق في عدم توفير محام حر للمتهمين بسبب القيود المفروضة على الموارد.
بلجيكا يفسر حريات التعبير والتجمع وتكوين الجمعيات بطريقة تتفق مع الاتفاقية الأوروبية لحقوق الإنسان. كما أنها لا تعتبر نفسها ملزمة لحظر الدعاية للحرب كما هو مطلوب بموجب المادة 20 وتفسر تلك المادة في ضوء حرية التعبير في الإعلان العالمي.
تحتفظ بليز في الحق في عدم التعويض عن إساءة تطبيق العدالة وذلك بسبب مشاكل في التنفيذ ولا تخطط لتقديم استشارات قانونية مجانية لنفس الأسباب على النحو الوارد أعلاه. وترفض أيضا ضمان الحق في حرية السفر في أي وقت وذلك بسبب القانون الذي يلزم أولئك الذين يسافرون إلى الخارج لتقديم شهادات التخليص الضريبي.
الكونغو وفقا للقانون المدني والتجاري والإداري والمالي الكونغولي في مسائل القانون الخاص فإنه يمكن أن تنفذ قرارات أو أوامر صادرة من إجراءات التوفيق من خلال السجن بسبب دين.
تحتفظ الدنمارك في الحق في استبعاد الصحافة والجمهور من التجارب وفقا لقوانينها الخاصة. يتم حجز تطبيق المادة 20 الفقرة 1. هذا التحفظ وفقا لتصويت يدلي بها الدنمارك في الجمعية العامة السادسة عشرة للأمم المتحدة في عام 1961 عندما أشار الوفد الدنماركي إلى المادة السابقة فيما يتعلق بحرية التعبير حيث صوتوا ضد حظر الدعاية للحرب.
غامبيا وفقا لدستورها فإنها تقدم المساعدة القانونية المجانية للمتهمين تهمة جرائم يعاقب عليها بالإعدام فقط.
قدمت الولايات المتحدة تحفظات حول تقييد حق حرية التعبير وتكوين الجمعيات وأن حكومة الولايات المتحدة قد تفرض عقوبة الإعدام على أي شخص آخر غير المرأة الحامل بما في ذلك الأشخاص الذين تقل أعمارهم عن 18 عاما. وأن «المعاملة اللاإنسانية والمهينة أو العقوبة القاسية» تشير إلى تلك العلاجات أو العقوبات التي تحظرها الخامس والثامن و / أو التعديلات الرابع عشر لدستور الولايات المتحدة. وأن الفقرة 1 والمادة 15 لا تنطبق. وأنه على الرغم من الفقرتين 2 (ب) و 3 من المادة 10 والفقرة 4 من المادة 14 فإن حكومة الولايات المتحدة قد تعامل الأحداث كبالغين وقبول المتطوعين في الجيش قبل اتمامهم سن 18. وإن الولايات المتحدة قدمت أيضا خمسة «تفاهمات» وأربع «إعلانات».

## التنفيذ على المستوى الوطني والآثار
العهد الدولي الخاص بالحقوق المدنية والسياسية يضم 167 طرف منها 67 عن طريق التوقيع والتصديق والباقي عن طريق الانضمام. وقعت خمس أطراف أخرى ولكنها لم تصدقها بعد.

### أستراليا
المعاهدة ليست قابلة للتنفيذ مباشرة في أستراليا ولكن أحكامها تدعم عددا من القوانين المحلية حول الحقوق القابلة للتطبيق على الأفراد. على سبيل المثال تم تنفيذ المادة 17 من الاتفاقية بموجب قانون الخصوصية الأسترالي 1988. بالمثل والمساواة ومكافحة التمييز أحكام المعاهدة تدعم قانون التمييز الاتحادي ضد المعاقين 1992. وأخيرا فإن المعاهدة أحد المصادر الرئيسية ل«حقوق الإنسان» المدرجة في قانون حقوق الإنسان (التدقيق البرلماني) عام 2011. يتطلب هذا القانون تشريعات جديدة أكثر والأدوات الإدارية (مثل التفويض / التشريعات المرؤوسة) ليتم طرحه في البرلمان مع بيان يحدد التوافق على القانون المقترح مع حقوق الإنسان المدرجة وتدقق لجنة مشتركة لحقوق الإنسان جميع التشريعات وبيانات التوافق الجديدة. النتائج التي توصلت إليها اللجنة المشتركة ليست ملزمة قانونا.
التشريعات الموجودة أيضا تحددها الجنة الأسترالية لحقوق الإنسان والتي تسمح للجنة الأسترالية لحقوق الإنسان بدراسة التشريعات التي سنت (تشير إلى التشريعات العلاجية) والإدارة لها (تشير إلى تجنب الممارسات) والامتثال العام مع المعاهدة حسب الجدول الزمني للتشريعات.
في ولاية فيكتوريا وإقليم العاصمة الأسترالية اتفاقية يمكن استخدامها من قبل المدعي أو المدعى عليه الذي يستحضر مواثيق حقوق الإنسان في تلك الولاية القضائية. في حين أن الاتفاقية لا يمكن استخدامها لإسقاط القانون الفيكتوري وهي محكمة يمكن إصدار «إعلان عدم التوافق» الذي يتطلب المعنيين النائب العام للرد في البرلمان في غضون فترة زمنية محددة. توجه المحاكم في ولاية فيكتوريا في التشريع لتفسير القانون في مثل هذه الطريقة لتفعيل حق من حقوق الإنسان ويجب أن يقترن التشريع الجديد والتشريعات المرؤوسة من قبل بيان التوافق. الجهود المبذولة لتنفيذ ميثاق مماثل على المستوى الوطني قد أحبط والدستور الأسترالي قد يمنع منح «إعلان» السلطة على القضاة الفدراليين.

### أيرلندا
تستخدم ايرلندا المحاكم الجنائية الخاصة حيث يتم استبدال المحلفين من قبل القضاة والإجراءات الخاصة الأخرى لانتهاك المعاهدة.

### نيوزيلندا
في حين نيوزيلندا لم تدمج المعاهدة في القانون واتخذت تدابير لإنفاذ العديد من الحقوق الواردة في ذلك عن طريق تمرير مشروع قانون نيوزيلندا من قانون الحقوق في عام 1990.

### الولايات المتحدة

#### التحفظات والتفاهمات والإعلانات
صدق مجلس الشيوخ الأمريكي على المعاهدة في عام 1992 مع خمس تحفظات وخمس تفاهمات وأربع إعلانات. لاحظ البعض أن مع الكثير من التحفظات تم تنفيذها بتأثير محلي قليلا. شملت في تصديق مجلس الشيوخ كان إعلان أن «أحكام المادة 1 من خلال 27 من المعاهدة ليست ذاتية التنفيذ» وذكر أن الإعلان كان من المفترض أن يقوم ب«توضيح من شأنه أن المعاهدة لا تخلق سببا خاصا للعمل بها في التقرير التنفيذي في مجلس الشيوخ محاكم الولايات المتحدة».
أين معاهدة أو ميثاق ليست تلقائية التنفيذ والكونغرس لم يسعى لتنفيذ المعاهدة من خلال سن التشريعات فقد يتم إنشاء أي حق خاص للعمل في إطار النظام القضائي في الولايات المتحدة من قبل التصديق عليها. ومع ذلك فقد عقدت الحكومة الاتحادية الأمريكية أن المعاهدة تم التصديق عليها فقط «بعد» أن تقرر أن جميع التشريعات اللازمة كانت في المكان المناسب لتوفير تأثير محلي للقوانين مما يجعل المعاهدة ذاتية التنفيذ من حيث التعريف. شاهد جميع التقارير الأربعة التي كتبتها الولايات المتحدة إلى الأمم المتحدة بشأن المعاهدة. من المهم أيضا التأكيد على أن بيان «ذاتية التنفيذ» كان إعلانا وعقدت محاكم أن الإعلانات ليس لها أي تأثير على قانون المعاهدات وحقوق المواطنين.
كما تحفظ على «تعارض الهدف والغرض» من المعاهدة الباطل كمسألة من اتفاقية فيينا لقانون المعاهدات والقانون الدولي وهناك بعض المسائل حول ما إذا كان عدم التنفيذ الذاتي إعلان بل هو قانوني بموجب القانون المحلي.
النقاد البارزين في المجتمع في مجال حقوق الإنسان مثل البروفيسور لويس هانكين (إعلان غير التنفيذ الذاتي يتعارض مع شرط التفوق) والبروفيسور جوردان بوست («نادرا تعرضت معاهدة لسوء المعاملة») قد نددا بتصديق الولايات المتحدة رهنا لإعلان عدم التنفيذ الذاتي بأنه مزور سافر على المجتمع الدولي وخاصة في ضوء فشل لاحق لتتوافق مع القانون المحلي لمعايير حقوق الإنسان الدنيا التي أنشئت في المعاهدة وفي الإعلان العالمي لحقوق الإنسان على مدى السنوات الثلاثين الماضية.

#### الدستورية
قيل أن المادة 20 (2) من المعاهدة وكذلك المادة 4 عن جميع أشكال التمييز العنصري قد تكون غير دستورية وفقا للمحكمة العليا التي كانت السبب وراء تحفظات مجلس الشيوخ.

#### عدم الامتثال
في عام 1994 عبرت لجنة حقوق الإنسان التابعة للأمم المتحدة عن المخاوف من الامتثال:
الواقع أن الولايات المتحدة لم تقبل التزام دولي واحد مطلوب بموجب المعاهدة. لم تغير قانونها الداخلي لتتوافق مع قيود المعاهدة. لا تسمح لمواطنيها بالمقاضاة لفرض حقوقهم الإنسانية الأساسية بموجب المعاهدة. لم تصادق على البروتوكول الاختياري لاتفاقية مناهضة التعذيب (البروتوكول الاختياري). على هذا النحو أصبحت المعاهدة غير فعالة مع إصرار المسؤولين في الولايات المتحدة "على الحفاظ على شبكة واسعة السيادية والقضائية والمقاضاة وحصانات السلطة التنفيذية التي غالبا ما تحرم مواطنيها من "الانتصاف الفعال" بموجب القانون وتهدف المعاهدة إلى تحقيق الضمان.
في عام 2006 أعربت لجنة حقوق الإنسان عن قلقها إزاء ما يفسر أنه عدم امتثال وحض الولايات المتحدة على اتخاذ إجراءات تصحيحية فورية:
ينبغي للدولة الطرف أن تراجع نهجها وتفسير المعاهدة بحسن نية وفقا للمعنى العادي الذي يعطى لشروطها في سياقها بما في ذلك ممارسة لاحقة وذلك في ضوء موضوعها والغرض منها. ينبغي للدولة الطرف على وجه الخصوص (أ) يقر انطباق المعاهدة فيما يتعلق بالأفراد الخاضعين لولايتها ولكن خارج أراضيها فضلا عن إمكانية تطبيقه في زمن الحرب. (ب) اتخاذ خطوات إيجابية عند الضرورة لضمان التنفيذ الكامل لجميع الحقوق المنصوص عليها في المعاهدة؛ و (ج) النظر بحسن نية في تفسير العهد الذي قدمته اللجنة.
اعتبارا من فبراير 2013 فإن الولايات المتحدة من بين الدول المقررة للفحص في 107 (11-28 مارس 2013) و109 (14 أكتوبر - 1 نوفمبر 2013).

## أطراف المعاهدة
| الدولة                      | تاريخ التوقيع  | تاريخ التصديق أو الانضمام أو النجاح | الملاحظات                                                                                      |  |
| --------------------------- | -------------- | ----------------------------------- | ---------------------------------------------------------------------------------------------- |  |
| أفغانستان                   |                | 24 يناير 1983                       | انضمت باسم جمهورية أفغانستان الديمقراطية                                                       |  |
| ألبانيا                     |                | 4 أكتوبر 1991                       |                                                                                                |  |
| الجزائر                     | 10 ديسمبر 1968 | 12 سبتمبر 1989                      |                                                                                                |  |
| أندورا                      | 5 أغسطس 2002   | 22 سبتمبر 2006                      |                                                                                                |  |
| أنغولا                      |                | 10 يناير 1992                       |                                                                                                |  |
| الأرجنتين                   | 19 فبراير 1968 | 8 أغسطس 1986                        |                                                                                                |  |
| أرمينيا                     |                | 23 يونيو 1993                       |                                                                                                |  |
| أستراليا                    | 18 ديسمبر 1972 | 13 أغسطس 1980                       |                                                                                                |  |
| النمسا                      | 10 ديسمبر 1973 | 10 سبتمبر 1978                      |                                                                                                |  |
| أذربيجان                    |                | 13 أغسطس 1992                       |                                                                                                |  |
| باهاماس                     | 4 ديسمبر 2008  | 23 ديسمبر 2008                      |                                                                                                |  |
| البحرين                     |                | 20 سبتمبر 2006                      |                                                                                                |  |
| بنغلاديش                    |                | 6 سبتمبر 2000                       |                                                                                                |  |
| باربادوس                    |                | 5 يناير 1973                        |                                                                                                |  |
| بيلاروسيا                   | 19 مارس 1968   | 12 نوفمبر 1973                      | وقعت وصادقت باسم جمهورية بيلاروسيا الاشتراكية السوفيتية                                        |  |
| بلجيكا                      | 10 ديسمبر 1968 | 21 أبريل 1983                       |                                                                                                |  |
| بليز                        |                | 10 يونيو 1996                       |                                                                                                |  |
| بنين                        |                | 12 مارس 1992                        |                                                                                                |  |
| بوليفيا                     |                | 12 أغسطس 1982                       | انضمت باسم جمهورية بوليفيا                                                                     |  |
| البوسنة والهرسك             |                | 1 سبتمبر 1993                       | انضمت جمهورية البوسنة والهرسك من جمهورية يوغوسلافيا الاشتراكية الاتحادية                       |  |
| بوتسوانا                    | 8 سبتمبر 2000  | 8 سبتمبر 2000                       |                                                                                                |  |
| البرازيل                    | 12 ديسمبر 1991 | 24 يناير 1992                       |                                                                                                |  |
| بلغاريا                     | 8 أكتوبر 1968  | 21 سبتمبر 1970                      | وقعت وصادقت باسم جمهورية بلغاريا الشعبية                                                       |  |
| بوركينا فاسو                |                | 4 يناير 1999                        |                                                                                                |  |
| بوروندي                     |                | 9 مايو 1990                         |                                                                                                |  |
| كمبوديا                     | 17 أكتوبر 1980 | 26 مايو 1992                        | وقعت ككمبوتشيا الديمقراطية                                                                     |  |
| الكاميرون                   |                | 27 يونيو 1984                       |                                                                                                |  |
| كندا                        |                | 19 مايو 1976                        |                                                                                                |  |
| الرأس الأخضر                |                | 6 أغسطس 1993                        |                                                                                                |  |
| جمهورية أفريقيا الوسطى      |                | 8 مايو 1981                         |                                                                                                |  |
| تشاد                        |                | 9 يونيو 1995                        |                                                                                                |  |
| تشيلي                       | 16 سبتمبر 1969 | 10 فبراير 1972                      |                                                                                                |  |
| الصين                       | 5 أكتوبر 1998  |                                     | وقعه سفير وممثل الصين الدائم في الأمم المتحدة تشين هواصن. لم تصدق حتى عام 2014.                |  |
| كولومبيا                    | 21 ديسمبر 1966 | 29 أكتوبر 1969                      |                                                                                                |  |
| جزر القمر                   | 25 سبتمبر 2008 |                                     |                                                                                                |  |
| جمهورية الكونغو الديمقراطية |                | 1 نوفمبر 1976                       | صدقت باسم زائير                                                                                |  |
| جمهورية الكونغو             |                | 5 أكتوبر 1983                       | صدقتها باسم جمهورية الكونغو الشعبية                                                            |  |
| كوستاريكا                   | 19 ديسمبر 1966 | 29 نوفمبر 1968                      |                                                                                                |  |
| ساحل العاج                  |                | 26 مارس 1992                        |                                                                                                |  |
| كرواتيا                     |                | 12 أكتوبر 1992                      | انفصلت عن جمهورية يوغوسلافيا الاتحادية الاشتراكية                                              |  |
| كوبا                        | 28 فبراير 2008 |                                     |                                                                                                |  |
| قبرص                        | 19 ديسمبر 1966 | 2 أبريل 1969                        |                                                                                                |  |
| التشيك                      |                | 22 فبراير 1993                      | وقعتها في 7 أكتوبر 1968 وصادقت عليها في 23 ديسمبر 1975 باسم جمهورية تشيكوسلوفاكيا الاشتراكية   |  |
| الدنمارك                    | 20 مارس 1968   | 6 يناير 1972                        |                                                                                                |  |
| جيبوتي                      |                | 5 نوفمبر 2002                       |                                                                                                |  |
| دومينيكا                    |                | 17 يونيو 1993                       |                                                                                                |  |
| جمهورية الدومينيكان         |                | 4 يناير 1978                        |                                                                                                |  |
| تيمور الشرقية               |                | 18 سبتمبر 2003                      |                                                                                                |  |
| الإكوادور                   | 4 أبريل 1968   | 6 مارس 1969                         |                                                                                                |  |
| مصر                         | 4 أغسطس 1967   | 14 يناير 1982                       | وقعت باسم الجمهورية العربية المتحدة                                                            |  |
| السلفادور                   | 21 سبتمبر 1967 | 30 نوفمبر 1979                      |                                                                                                |  |
| إرتيريا                     |                | 22 يناير 2002                       |                                                                                                |  |
| إستونيا                     |                | 21 أكتوبر 1991                      |                                                                                                |  |
| إثيوبيا                     |                | 11 يونيو 1993                       |                                                                                                |  |
| غينيا الاستوائية            |                | 25 سبتمبر 1987                      |                                                                                                |  |
| فنلندا                      | 11 أكتوبر 1967 | 19 أغسطس 1975                       |                                                                                                |  |
| فرنسا                       |                | 4 نوفمبر 1980                       |                                                                                                |  |
| الغابون                     |                | 21 يناير 1983                       |                                                                                                |  |
| غامبيا                      |                | 22 مارس 1979                        |                                                                                                |  |
| جورجيا                      |                | 3 مايو1994                          |                                                                                                |  |
| ألمانيا                     | 9 أكتوبر 1968  | 17 ديسمبر 1973                      | وقعت جمهورية ألمانيا الديمقراطية في 23 مارس 1973 وصدقت في 8 نوفمبر 1973 مع التحفظات والإعلانات |  |
| غانا                        | 7 سبتمبر 2000  | 7 سبتمبر 2000                       |                                                                                                |  |
| اليونان                     |                | 5 مايو 1997                         |                                                                                                |  |
| غرينادا                     |                | 6 سبتمبر 1991                       |                                                                                                |  |
| غواتيمالا                   |                | 5 مايو 1992                         |                                                                                                |  |
| غينيا                       | 28 فبراير 1967 | 24 يناير 1978                       |                                                                                                |  |
| غينيا بيساو                 | 12 سبتمبر 2000 | 1 نوفمبر 2010                       |                                                                                                |  |
| غيانا                       | 22 أغسطس 1968  | 15 فبراير 1977                      |                                                                                                |  |
| هايتي                       |                | 6 فبراير 1991                       |                                                                                                |  |
| هندوراس                     | 19 ديسمبر 1966 | 25 أغسطس 1997                       |                                                                                                |  |
| المجر                       | 25 مارس 1969   | 17 يناير 1974                       | وقعت وصادقت باسم جمهورية المجر الشعبية                                                         |  |
| آيسلندا                     | 30 ديسمبر 1968 | 22 أغسطس 1979                       |                                                                                                |  |
| الهند                       |                | 10 أبريل 1979                       |                                                                                                |  |
| إندونيسيا                   |                | 23 فبراير 2006                      |                                                                                                |  |
| إيران                       | 4 أبريل 1968   | 24 يونيو 1975                       | وقعت وصادقت باسم إمبراطورية إيران                                                              |  |
| العراق                      | 18 فبراير 1969 | 25 يناير 1971                       |                                                                                                |  |
| إيرلندا                     | 1 أكتوبر 1973  | 8 ديسمبر 1989                       |                                                                                                |  |
| إسرائيل                     | 19 ديسمبر 1966 | 3 أكتوبر 1991                       |                                                                                                |  |
| إيطاليا                     | 18 يناير 1967  | 15 سبتمبر 1978                      |                                                                                                |  |
| جامايكا                     | 19 ديسمبر 1966 | 3 أكتوبر 1975                       |                                                                                                |  |
| اليابان                     | 30 مايو 1978   | 21 يونيو 1979                       |                                                                                                |  |
| الأردن                      | 30 يونيو 1972  | 28 مايو 1975                        |                                                                                                |  |
| كازاخستان                   | 2 ديسمبر 2003  | 24 يناير 2006                       |                                                                                                |  |
| كينيا                       |                | 1 مايو 1972                         |                                                                                                |  |
| كوريا الشمالية              |                | 14 سبتمبر 1981                      | انسحبت في 25 أغسطس 1997 لكن أمانة المعاهدة لا تعتبره انسحابا حتى توافق جميع الأطراف            |  |
| كوريا الجنوبية              |                | 10 أبريل 1990                       |                                                                                                |  |
| الكويت                      |                | 21 مايو 1996                        |                                                                                                |  |
| قيرغيزستان                  |                | 7 أكتوبر 1994                       |                                                                                                |  |
| لاوس                        | 7 ديسمبر 2000  | 25 سبتمبر 2009                      |                                                                                                |  |
| لاتفيا                      |                | 14 أبريل 1992                       |                                                                                                |  |
| لبنان                       |                | 3 نوفمبر 1972                       |                                                                                                |  |
| ليسوتو                      |                | 9 سبتمبر 1992                       |                                                                                                |  |
| ليبيريا                     | 18 أبريل 1967  | 22 سبتمبر 2004                      |                                                                                                |  |
| ليبيا                       |                | 15 مايو 1970                        | وقعت وصادقت باسم الجمهورية العربية الليبية                                                     |  |
| ليختنشتاين                  |                | 10 ديسمبر 1998                      |                                                                                                |  |
| ليتوانيا                    |                | 20 نوفمبر 1991                      |                                                                                                |  |
| لوكسمبورغ                   | 26 نوفمبر 1974 | 18 أغسطس 1983                       |                                                                                                |  |
| مقدونيا                     |                | 18 يناير 1994                       | وقعت باسم يوغوسلافيا السابقة في 8 أغسطس 1967 وصادقت عليها في 2 يونيو 1971                      |  |
| مدغشقر                      | 17 سبتمبر 1969 | 21 يونيو 1971                       | وقعت وصادقت باسم جمهورية مدغشقر                                                                |  |
| مالاوي                      |                | 22 ديسمبر 1993                      |                                                                                                |  |
| المالديف                    |                | 19 سبتمبر 2006                      |                                                                                                |  |
| مالي                        |                | 16 يوليو 1974                       |                                                                                                |  |
| مالطا                       |                | 13 سبتمبر 1990                      |                                                                                                |  |
| موريتانيا                   |                | 17 نوفمبر 2004                      |                                                                                                |  |
| موريشيوس                    |                | 12 ديسمبر 1973                      |                                                                                                |  |
| المكسيك                     |                | 23 مارس 1981                        |                                                                                                |  |
| مولدوفا                     |                | 26 يناير 1993                       |                                                                                                |  |
| موناكو                      | 26 يونيو 1997  | 28 أغسطس 1997                       |                                                                                                |  |
| منغوليا                     | 5 يونيو 1968   | 18 نوفمبر 1974                      | وقعت وصادقت باسم جمهورية منغوليا الشعبية                                                       |  |
| الجبل الأسود                |                | 23 أكتوبر 2006                      |                                                                                                |  |
| المغرب                      | 19 يناير 1977  | 3 مايو 1979                         |                                                                                                |  |
| موزامبيق                    |                | 21 يوليو 1993                       |                                                                                                |  |
| ناميبيا                     |                | 28 نوفمبر 1994                      |                                                                                                |  |
| ناورو                       | 12 نوفمبر 2001 |                                     |                                                                                                |  |
| النيبال                     |                | 14 مايو 1991                        | وقعت باسم مملكة نيبال                                                                          |  |
| هولندا                      | 25 يونيو 1969  | 11 ديسمبر 1978                      |                                                                                                |  |
| نيوزيلندا                   | 12 نوفمبر 1968 | 28 ديسمبر 1978                      |                                                                                                |  |
| نيكاراغوا                   |                | 12 مارس 1980                        |                                                                                                |  |
| النيجر                      |                | 7 مارس 1986                         |                                                                                                |  |
| نيجيريا                     |                | 29 يوليو 1993                       |                                                                                                |  |
| النرويج                     | 20 مارس 1968   | 13 سبتمبر 1972                      |                                                                                                |  |
| باكستان                     | 17 أبريل 2008  | 23 يونيو 2010                       |                                                                                                |  |
| بالاو                       | 20 سبتمبر 2011 |                                     |                                                                                                |  |
| فلسطين                      |                | 2 أبريل 2014                        |                                                                                                |  |
| بنما                        | 27 يوليو 1976  | 8 مارس 1977                         |                                                                                                |  |
| بابوا غينيا الجديدة         |                | 21 يوليو 2008                       |                                                                                                |  |
| الباراغواي                  |                | 10 يونيو 1992                       |                                                                                                |  |
| بيرو                        | 11 أغسطس 1977  | 28 أبريل 1978                       |                                                                                                |  |
| الفلبين                     | 19 ديسمبر 1966 | 23 أكتوبر 1986                      |                                                                                                |  |
| بولندا                      | 2 مارس 1967    | 18 مارس 1977                        | وقعت وصادقت باسم جمهورية بولندا الشعبية                                                        |  |
| البرتغال                    | 7 أكتوبر 1976  | 15 يونيو 1978                       |                                                                                                |  |
| رومانيا                     | 27 يونيو 1968  | 9 ديسمبر 1974                       | وقعت وصادقت كما جمهورية رومانيا الاشتراكية                                                     |  |
| قطر                         | 21 مايو 2018   | 21 أغسطس 2018                       |                                                                                                |  |
| روسيا                       | 18 مارس 1968   | 16 أكتوبر 1973                      | خلفت الاتحاد السوفيتي                                                                          |  |
| رواندا                      |                | 16 أبريل 1975                       |                                                                                                |  |
| ساموا                       |                | 15 فبراير 2008                      |                                                                                                |  |
| سان مارينو                  |                | 18 أكتوبر 1985                      |                                                                                                |  |
| ساو تومي وبرينسيب           | 31 أكتوبر 1995 |                                     |                                                                                                |  |
| السنغال                     | 6 يوليو 1970   | 13 فبراير 1978                      |                                                                                                |  |
| صربيا                       |                | 12 مارس 2001                        | وقعت يوغوسلافيا السابقة على المعاهدة في 8 أغسطس 1967 وصادقت عليها في 2 يونيو 1971              |  |
| سيشل                        |                | 5 مايو 1992                         |                                                                                                |  |
| سيراليون                    |                | 23 أغسطس 1996                       |                                                                                                |  |
| سلوفاكيا                    |                | 28 مايو 1993                        | وقعتها في 7 أكتوبر 1968 وصادقت عليها في 23 ديسمبر 1975 باسم تشيكوسلوفاكيا                      |  |
| سلوفينيا                    |                | 6 يوليو 1992                        | وقعتها يوغوسلافيا السابقة في 8 أغسطس 1967 وصادقتها في 2 يونيو 1971                             |  |
| الصومال                     |                | 24 يناير 1990                       |                                                                                                |  |
| جنوب أفريقيا                | 3 أكتوبر 1994  | 10 ديسمبر 1998                      |                                                                                                |  |
| إسبانيا                     | 28 سبتمبر 1976 | 27 أبريل1977                        |                                                                                                |  |
| سريلانكا                    |                | 11 يونيو 1980                       |                                                                                                |  |
| سانت لوسيا                  | 22 سبتمبر 2011 |                                     |                                                                                                |  |
| سانت فنسنت والجرينادين      |                | 9 نوفمبر 1981                       |                                                                                                |  |
| السودان                     |                | 18 مارس 1986                        | انضمت باسم جمهورية السودان الديمقراطية                                                         |  |
| سورينام                     |                | 28 ديسمبر 1976                      |                                                                                                |  |
| سوازيلاند                   |                | 26 مارس 2004                        |                                                                                                |  |
| السويد                      | 29 سبتمبر 1967 | 6 ديسمبر 1971                       |                                                                                                |  |
| سويسرا                      |                | 18 يونيو 1992                       |                                                                                                |  |
| سوريا                       |                | 21 أبريل 1969                       |                                                                                                |  |
| طاجيكستان                   |                | 4 يناير 1999                        |                                                                                                |  |
| تايلاند                     |                | 29 أكتوبر 1996                      |                                                                                                |  |
| توغو                        |                | 24 مايو 1984                        |                                                                                                |  |
| ترينيداد وتوباغو            |                | 21 ديسمبر 1978                      |                                                                                                |  |
| تونس                        | 30 أبريل 1968  | 18 مارس 1969                        |                                                                                                |  |
| تركيا                       | 15 أغسطس 2000  | 23 سبتمبر 2003                      |                                                                                                |  |
| تركمنستان                   |                | 1 مايو 1997                         |                                                                                                |  |
| أوغندا                      |                | 21 يونيو 1995                       |                                                                                                |  |
| أوكرانيا                    | 20 مارس 1968   | 12 نوفمبر 1973                      | وقعت وصادقت باسم جمهورية أوكرانيا الاشتراكية السوفيتية                                         |  |
| المملكة المتحدة             | 16 سبتمبر 1968 | 20 مايو 1976                        |                                                                                                |  |
| تنزانيا                     |                | 11 يونيو 1976                       |                                                                                                |  |
| الولايات المتحدة            | 5 أكتوبر 1977  | 8 يونيو 1992                        |                                                                                                |  |
| الأوروغواي                  | 21 فبراير 1967 | 1 أبريل 1970                        |                                                                                                |  |
| أوزبكستان                   |                | 28 سبتمبر 1995                      |                                                                                                |  |
| فانواتو                     | 29 نوفمبر 2007 | 21 نوفمبر 2008                      |                                                                                                |  |
| فنزويلا                     | 24 يونيو 1969  | 10 مايو 1978                        |                                                                                                |  |
| فيتنام                      |                | 24 سبتمبر 1982                      |                                                                                                |  |
| اليمن                       |                | 9 فبراير 1987                       |                                                                                                |  |
| زامبيا                      |                | 10 أبريل 1984                       |                                                                                                |  |
| زيمبابوي                    |                | 13 مايو 1991                        |                                                                                                |  |

## الانسحاب
في 23 أغسطس 1997 صاغت كوريا الشمالية إخطار الانسحاب من المعاهدة. يوم 23 سبتمبر أحال الأمين العام المذكرة التفصيلية لحكومة كوريا الشمالية والموقعين الآخرين حيث ذكر أنه غير ممكن انسحاب كوريا الشمالية من المعاهدة إلا بموافقة باقي الأطراف.

## الدول غير الأعضاء في المعاهدة
غالبية دول العالم طرف في هذه المعاهدة. اعتبارا من مارس 2012 فإن الدول التالية إما لم توقع بعد على الاتفاقية أو وقعت ولكن لم تصدق بعد على الاتفاقية.

### وقعت ولكن لم تصدق
1. الصين (1998-10-05)[notes 1]
2. جزر القمر (2008-09-25)
3. كوبا (2008-02-28)
4. ناورو (2001-11-12)
5. بالاو (2011-09-20)
6. ساو تومي وبرينسيب (1995-10-31)
7. سانت لوسيا (2011-09-22)

### لم توقع ولم تصدق
1. أنتيغوا وباربودا
2. بوتان
3. بروناي
4. بورما (ميانمار)
5. فيجي
6. كيريباتي
7. ماليزيا
8. جزر مارشال
9. ولايات ميكرونيسيا المتحدة
10. عمان
11. سانت كيتس ونيفيس
12. السعودية
13. سنغافورة
14. جزر سليمان
15. جنوب السودان
16. تونغا
17. توفالو
18. الإمارات العربية المتحدة

### غير أعضاء في الأمم المتحدة
1. كوسوفو [notes 2]
2. تايوان (جمهورية الصين)[notes 3]
3. الفاتيكان (من خلال الكرسي الرسولي)[notes 4]